# Peniocereus johnstonii
Peniocereus johnstonii är en kaktusväxtart som beskrevs av Nathaniel Lord Britton och Joseph Nelson Rose. Peniocereus johnstonii ingår i släktet Peniocereus och familjen kaktusväxter. Inga underarter finns listade i Catalogue of Life.